# Kamëz
Kamëz (v gegštině Kamza) je samostatná obec, která se nachází v centrální Albánii, v blízkosti metropole Tirany. Vznikla sloučením obcí Kamëz a Paskuqan od hlavního při územní reformě Albánie v roce 2015. V roce 2011 zde žilo 104 190 obyvatel.
Původně se jednalo o zemědělsky intenzivně využívanou oblast, kde se nacházela jediná vesnice. Ta existuje od roku 1350 a od roku 1451 je doložen i její název. Původně obyčejná albánská vesnice nedaleko Tirany se však stala atraktivní v souvislosti s společensko-politickými změnami. V 90. letech 20. století tak došlo k explozi migrace do metropole Tirany a výstavbě nových domů. Město se rozvinulo podél hlavní silnice z Tirany do Lezhë a Skadaru (SH1). Rozvoj byl živelný (bez vodovodu, kanalizace a stavebních povolení), odehrával se nicméně v rámci pravidelné uliční sítě, která vznikala dle již regulovaných a organizovaných polí. Sestěhovali se sem lidé z téměř celé Albánie a mnozí si přinesli i zvyky odlehlých regionů. V roce 1997 zde byly iniciovány různé rozvojové projekty spolu se zahraniční (evropskou) pomocí aby byla zlepšena infrastruktura.
Postaven byl ale i kostel i mešita a dnes se tu nacházejí také dvě zdravotnická zařízení. Otázkou je nicméně i veřejná doprava, diskutovalo se o možnosti výstavby příměstské železnice.
Od roku 2009 probíhá spolupráce na základě smlouvy s Jenou v Durynsku, kdy Německo podpořilo například vznik odborné školy a místní samosprávy. V roce 2016 udělilo město čestné občanství americkému prezidentovi Donaldu Trumpovi. Ve městě se nachází také Zemědělská univerzita Albánie (albánsky Universiteti Bujqesor i Tiranes).
Místní fotbalový tým KS Kamza hrál po nějakou dobu v první fotbalové lize Albánie.